# Attelabus nitens
Cigarier du chêne
Espèce
Synonymes
- Attelabus coccineus (E.L.Geoffroy, 1785)[1]
- Attelabus curculioides G.W.F.Panzer, 1806[1]
- Attelabus curculionides Linnaeus, 1767[1]
- Attelabus curculionoides C.Linnaeus, 1767[1]
- Attelabus curculionoïdes A.G.Olivier, 1789[1]
- Bruchus curculionoides (C.Linnaeus, 1767)[1]
- Chyphus curculionoides (C.Linnaeus, 1767)[1]
- Curculio nitens J.A.Scopoli, 1763[1]
- Involvulus curculioniformis F.P.Schrank, 1798[1]
- Involvulus curculionoides (C.Linnaeus, 1767)[1]
- Rhinomacer coccineus E.L.Geoffroy, 1785[1]
- Rhinomacer curculionoides (C.Linnaeus, 1767)[1]
- Rhynchites curculionoïdes J.C.W.Illiger, 1808[1]

Attelabus nitens, le Cigarier du chêne (également nommé Cigarier toulousain et Attélabe du chêne), est une espèce d'insectes coléoptères appartenant à la famille des Attelabidae. Il s'agit un petit coléoptère long de 4 à 6 mm, presque globuleux chez la femelle, aux pronotum et aux élytres rouges à roux et à la tête et aux pattes noires . À l'instar des cigariers, la femelle confectionne un rouleau à partir d'une feuille de Chêne et plus rarement de Châtaignier, d'Aulne et de Noisetier. Elle découpe la feuille jusqu'à la nervure centrale puis enroule une moitié du limbe pour former un « cigare » restant attaché à la partie proximale de la feuille ; elle pond ses œufs (de 1 à 4) dans la cavité formée. Les larves s'y développent puis le cigare tombe sur le sol où la nymphose a lieu. Les dégâts causés aux arbres sont insignifiants. Cette espèce a une distribution eurasiatique ; soit sur l'ensemble de l'Europe à l'exception du grand Nord, en Asie et au Moyen-Orient,.

Attelabus nitens, le Cigarier du chêne
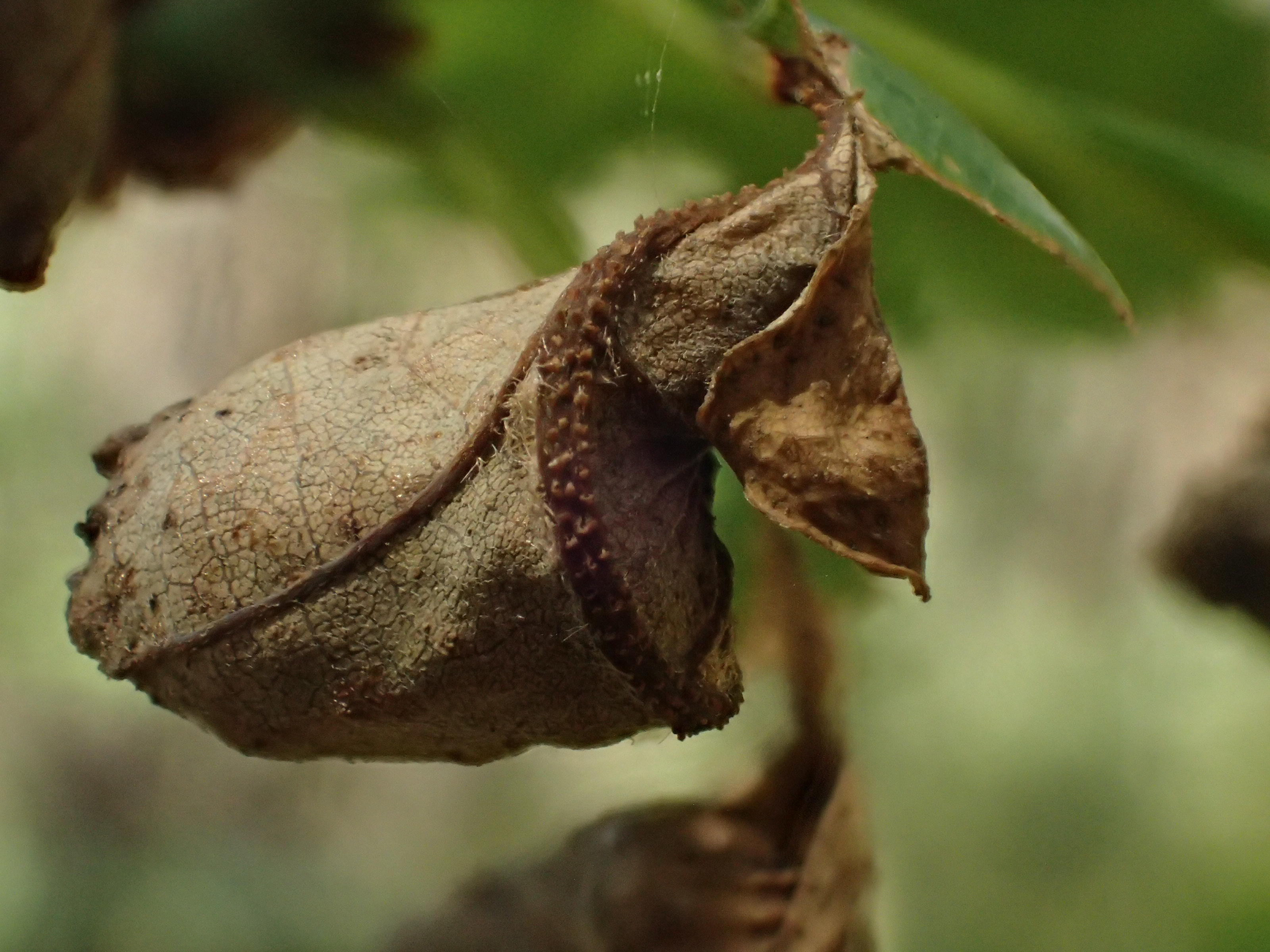
cigare
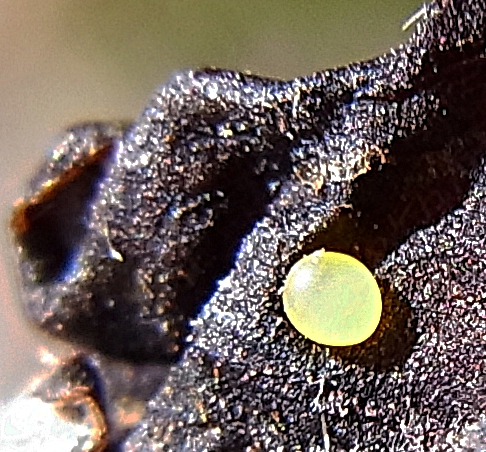
œuf
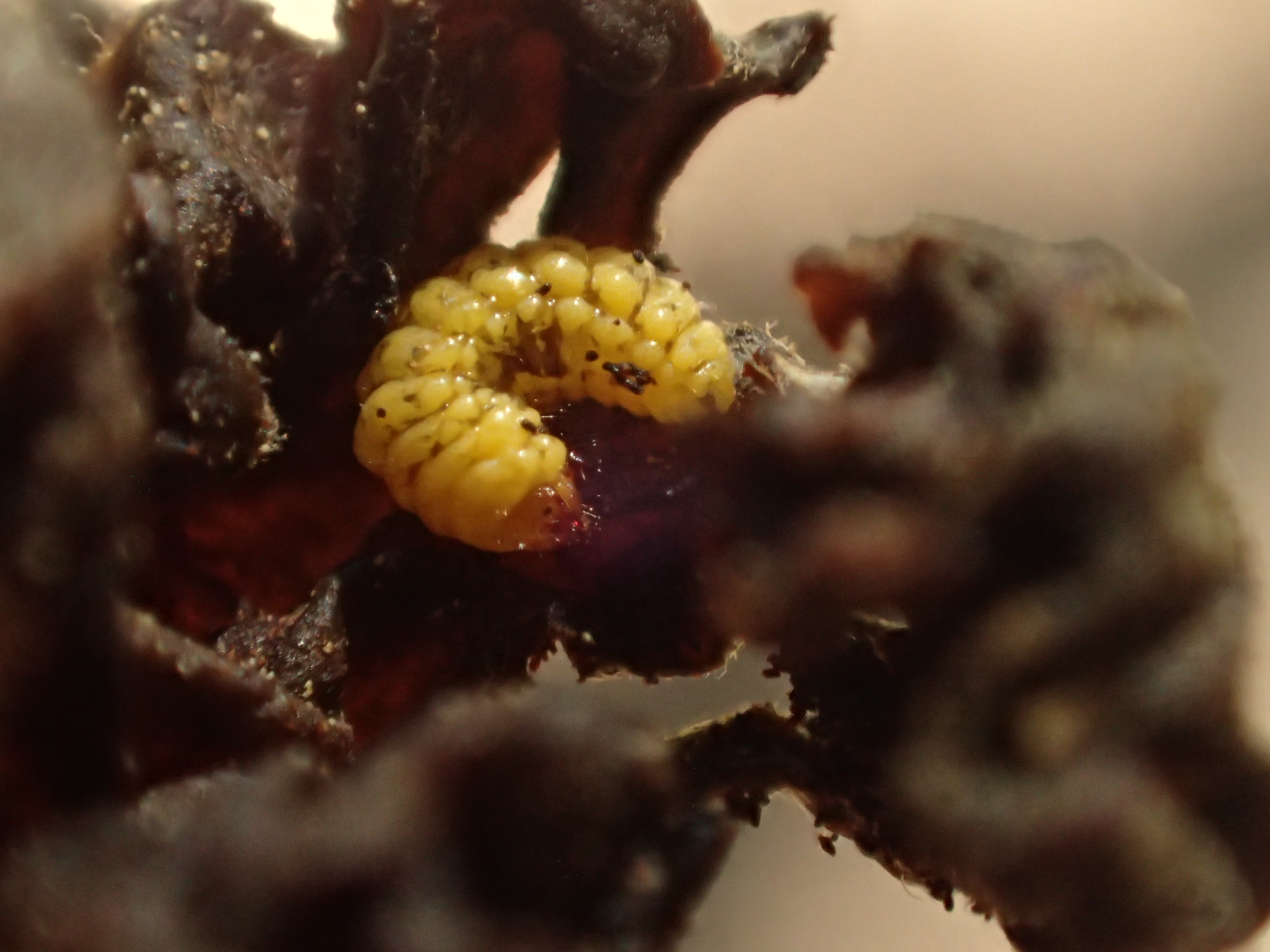
larve
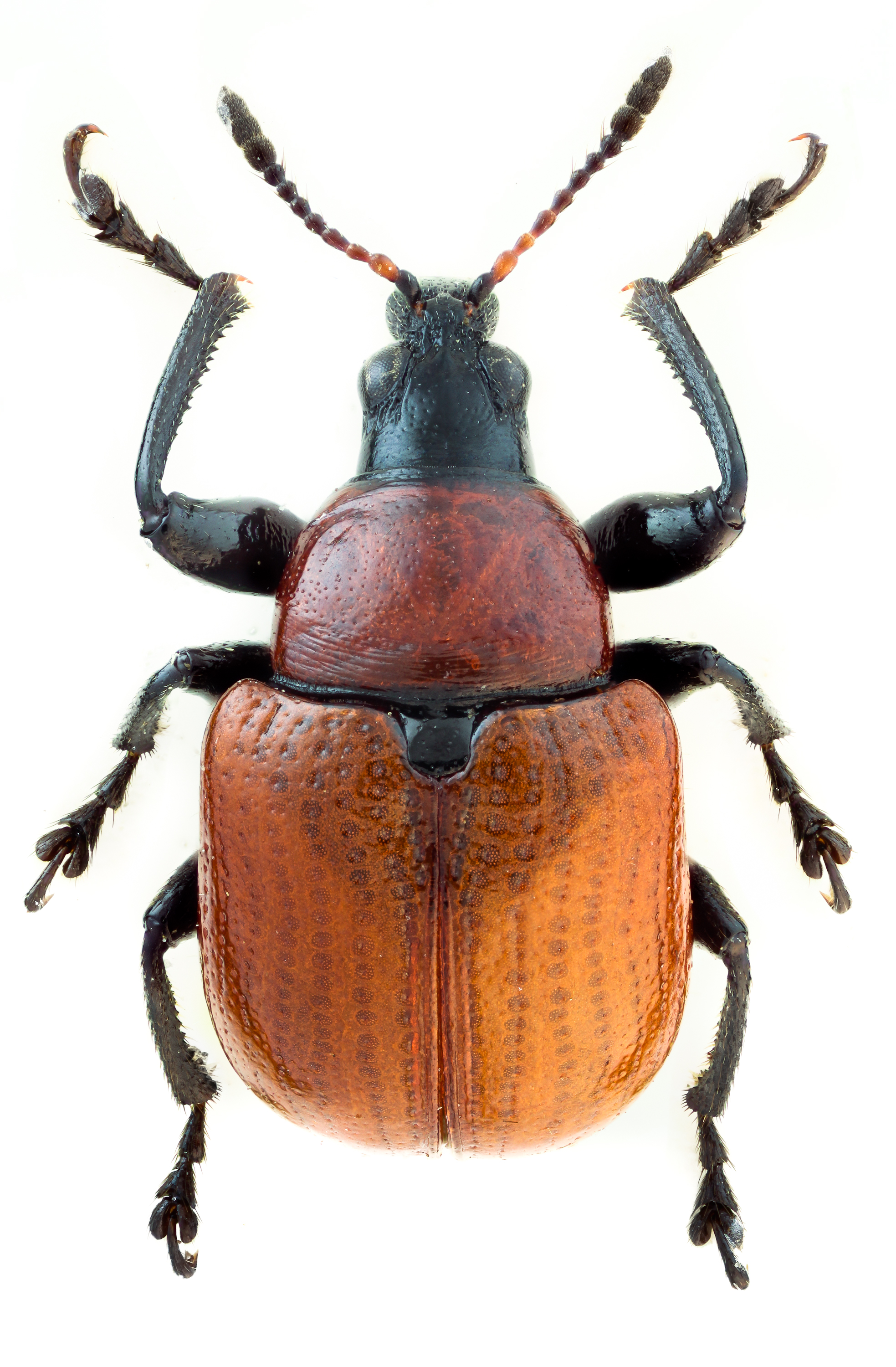
Imago femelle